# ライアン・クリーナー
ライアン・クリーナー（Ryan Kriener、1998年4月24日 - ）は、アメリカ合衆国のプロバスケットボール選手。ポジションはパワーフォワード。B.LEAGUEの滋賀レイクス所属。

## 来歴
アイオワ州スピリットレイクで生まれ、小学1年生のときにバスケットボールを始めた。ニューハンプトン高校に入学後、ジュニア（3年）のときスピリットレイク高校に編入学した。シニア（4年）のとき、州のオールファーストチームに選出された。2016年、アイオワ大学に進学。
大学卒業後、2020-21シーズンはベルギーのLeuven Bearsでプレーした。リーグ戦で19試合に出場し、1試合平均19.2得点、7.2リバウンド、1.2アシスト、フリースロー成功率75.0％を記録し、リーグMVPの最終候補の1人となった。
2021年7月、ジャパン・プロフェッショナル・バスケットボールリーグの愛媛オレンジバイキングスに移籍。2021-22シーズンは42試合に出場し、1試合平均14.4得点、7.3リバウンドを記録した。翌2022-23シーズンは全60試合に出場し、1試合平均16.1得点9.4リバウンド2.1アシストを記録したが、オフに契約満了となった。
2023年6月23日に滋賀レイクスターズと契約を結んだ。
2024年6月13日、レバンガ北海道に移籍。
2025年5月14日、滋賀レイクスに2シーズンぶり復帰。

## 記録
| シーズン   | チーム | GP | GS | MPG | FG% | 3P% | FT% | RPG | APG | SPG | BPG | TO | PPG  |
| ---------- | ------ | -- | -- | --- | --- | --- | --- | --- | --- | --- | --- | -- | ---- |
| B2 2021-22 | 愛媛   | 42 | 38 |     |     |     |     |     |     |     |     |    | 14.4 |
| B2 2022-23 | 愛媛   |    |    |     |     |     |     |     |     |     |     |    |      |